# Pierre Desbois
Pour les articles homonymes, voir Desbois.
Pierre François Alexandre Desbois, né à Paris le 29 avril 1873 où il est mort le 15 décembre 1939, est un peintre et graveur aquafortiste français. 

## Biographie

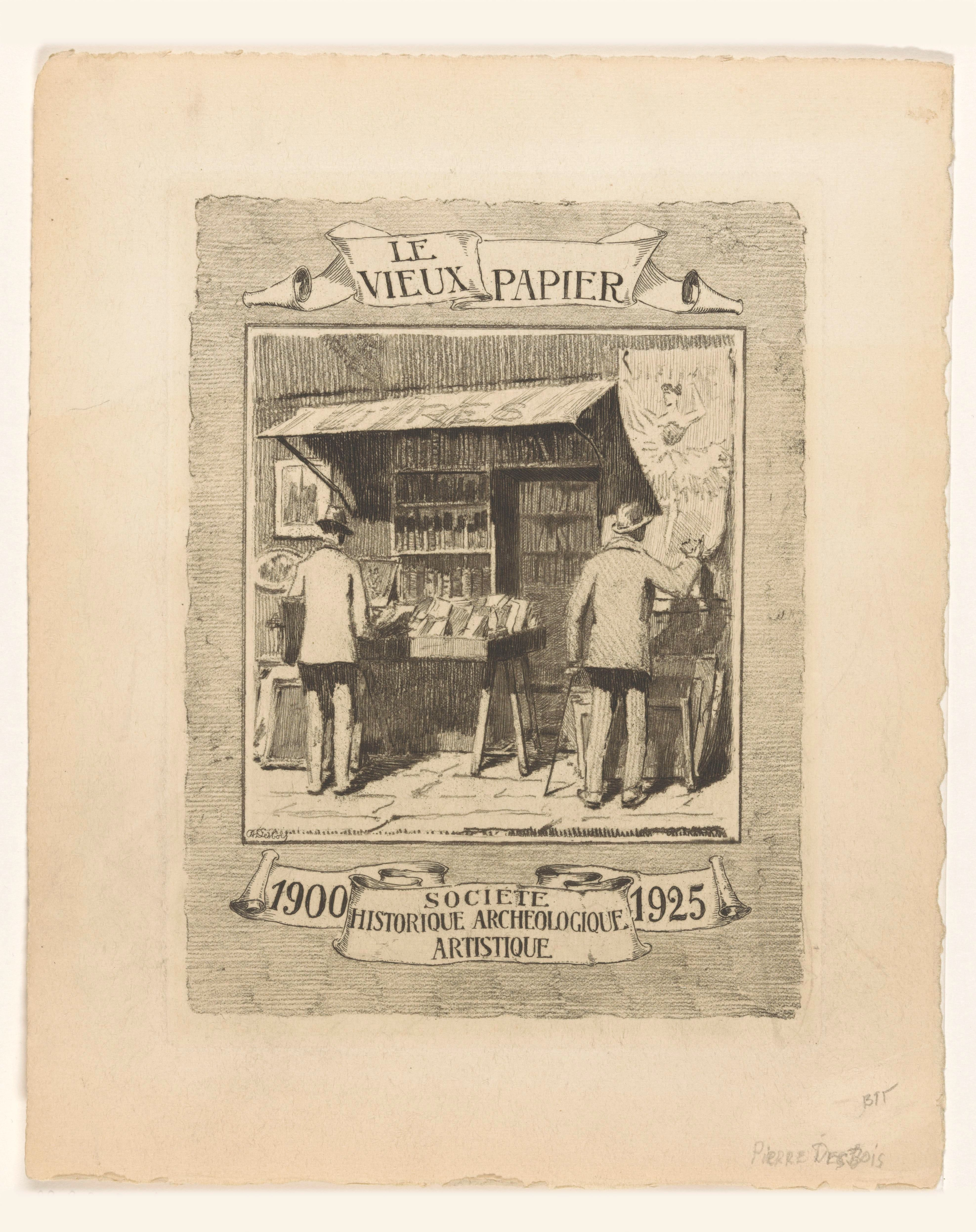
Le Vieux Papier, eau forte (1925).

Il est l'élève de Charles Roufosse, Edmond Maître, Victor-Louis Focillon et Jules Alphonse Deturck.
Membre du Salon des artistes français depuis 1901 dans la section aquarelle et dessin et depuis 1905 pour la section gravure, il y remporte en 1911 une mention honorable puis en 1926 une médaille de bronze et en 1928 une médaille d'argent. 
Il expose tous les ans à la Société des aquafortistes, dont il est membre du comité, et de nombreuses villes de France acquièrent ses œuvres : Paris, Grenoble, Limoges, Clermont-Ferrand, Châteauroux, Bourges, Tulle, Bordeaux, Brive.
En 1912, la ville de Paris lui commande une série d'eaux-fortes du Bas-Limousin pour l'Hôtel Biron, Le Vieux Grenoble et deux suites de neuf épreuves intitulées Les Environs de Grenoble. 
On lui doit aussi : 
- Aspects du vieux Paris, ouvrage de 50 eaux-fortes, 1re série, 1923 (lire en ligne sur Gallica) ;
- Aspects du vieux Paris, ouvrage de 50 eaux-fortes, préface de Frantz Funck-Brentano, texte de Robert Hénard, 2e série, 1933 (lire en ligne sur Gallica).

### Généalogie
Il s’est marié à la Mairie du 3e arrondissement de Paris, le 18 octobre 1904, avec Eugénie Alexandrine Lemoine sans profession, domiciliée 123 rue de Turenne, 3e arrondissement. Sur l’acte de mariage, Pierre Desbois est noté comme employé de commerce, domicilié avec ses parents 18bis, rue Tiquetonne, 2e arrondissement.  
Eugénie Alexandrine Lemoine est née le 13 octobre 1880 à Paris 3e, elle est décédée le 5 février 1937 à Paris 11e arrondissement, 101 Avenue Ledru-Rollin, à son domicile. Elle est la fille de Pierre Achille Lemoine (né le 5 juin 1842 à St Julien, dans la Meuse, décédé le 29 mai 1928), comptable, et d’Émilie Anastasie Burrier (née le 28 juillet 1853 à Paris 8e arrondissement, décédée la 2 janvier 1914), sans profession, ou couturière, selon les références. Le père de Pierre Desbois, François Alexandre Desbois (né le 3 juillet 1848 à Strasbourg), s’est marié le 27 juillet 1872, à la Mairie du 6e arrondissement de Paris, avec Marie Montet, (née le 22 avril 1848 à Neuvic-sur-l’Isle, en Dordogne) couturière, demeurant à Paris, 48, rue d'Assas. Au moment de son mariage, François Alexandre Desbois était alors comptable, et demeurait à Paris, 48, rue d'Assas. Marie Montet était la fille de Jean Montet (né le 20 décembre 1808 à Mensignac, en Dordogne), menuisier, et d'Antoinette Jannissou (née le 21 janvier 1821 à Neuvic-sur-l’Isle, en Dordogne). Le grand-père paternel de Pierre Desbois, donc le père de François Alexandre Desbois, était François Desbois (né le 22 novembre 1820 à Bourges), chef ouvrier au magasin militaire de Bourges, et de Catherine Seiler (née le 18 janvier 1822 à Strasbourg, décédée dans la même ville le 6 juin 1856, elle est donc décédée au moment du mariage de son fils). Pierre Desbois avait un frère : Louis Jean Antoine Desbois (né à Paris le 30 novembre 1874) et une sœur : Marguerite Catherine Elise (née à Paris le 8 juin 1876).  
Pierre Desbois eut au moins une fille, Madeleine Catherine Louise, née le 25 novembre 1907 à Paris 4e arrondissement, 3 rue du Plâtre. Elle s’est mariée à Aubenas (Ardèche) le 6 août 1945 avec Pierre Alexandre Meignan. Elle est décédée à Longjumeau (Essonne) le 23 septembre 1991. Elle eut au moins 2 fils.

### Détails biographiques
Pendant deux ans, de 1882 à 1884, Pierre Desbois séjourne à Limoges. Il est élève au lycée de garçons. Comme cela se pratique beaucoup à l’époque, l’enfant de neuf ans a peut-être été éloigné de Paris et envoyé au « bon air », à cause d’une santé fragile sinon déficiente, souffrant sans doute déjà d’une affection pulmonaire ; d’autant que, devenu adulte, Pierre Desbois est réformé en 1894, pour tuberculose pulmonaire. Plus tard, il n’a réalisé une seule eau-forte connue à Limoges : « Le pont Saint-Étienne ».  
Pierre Desbois effectue son service militaire au 54e régiment d’infanterie (164e régiment d’infanterie pour l’armée territoriale et de réserve). Sa morphologie est décrite dans son livret militaire : « taille : 1,66 m, yeux bleus, cheveux et sourcils châtain, front haut, nez moyen, bouche moyenne, menton allongé, visage allongé ». De la classe de mobilisation de 1893, il a été réformé, par la Commission Spéciale de Compiègne, le 24 décembre 1894, pour cause de tuberculose pulmonaire. Deux jours avant la déclaration de la guerre par l’Allemagne, il est appelé le 1er août 1914. Classé « service armé » le 24 février 1915 par le Conseil de Révision de la Seine, il est affecté au 164e R.I et arrivé au régiment le 20 mars 1915. Classé « service auxiliaire » par la Commission de Grenoble du 9 février 1916, pour emphysème pulmonaire, bronchites à répétition, rhumatismes. Maintenu au 164e R.I. en date du 8 mai 1916, il quitte l'armée le 13 janvier 1919. Il est libéré des activités militaires le 1er octobre 1921.  
Employé à la bourse du commerce de Paris, il a suivi les cours du soir de Victor-Louis Focillon et Julien Deturck. La guerre 1914-1918, lui fait perdre sa place à la Bourse du commerce. Il a constitué deux groupes d’amateurs d’eaux fortes à Aubusson et à Guéret à partir de 1930. Il a eu comme élève, notamment, Francis Levesque et Paul Lemagny. Dans les régions de France où il a œuvré, il venait s’installer pour quelques jours ou semaines, pour produire ses œuvres, qu’il vendait sur place (pour les dessins et aquarelles), ou bien y prenait commande (pour les gravures futures) (notamment en Corrèze). Après avoir habité quelque temps à Aubusson dans la Creuse, il se serait installé un temps à Collonges-la-Rouge, en Corrèze (en 1939 ?). Comme en témoigne un article de presse de la même année, une exposition s’est tenue à Brive, en 1927, et rappelle que le graveur expose des aquarelles et des dessins, et non pas des eaux-fortes. Cette présentation est peut-être pour l’artiste l’occasion de montrer ses travaux préparatoires, destinés à nourrir son travail de gravure, et à attirer de futurs acheteurs.  De 1906 à 1938, il a exposé au moins 14 fois aux Artistes Français (burins, eaux fortes, gravures en couleur), où il obtient plusieurs prix sur diverses années : bronze en 1926, argent en 1928, or en 1933 (et non pas 1938, comme inscrit dans le Bénézit). Il a aussi exposé en province, notamment 7 fois à la Société des Beaux-Arts de Dordogne ; ainsi qu’en de multiples lieux. Les adresses fixes connues de Pierre Desbois, toutes à Paris, sont peu nombreuses :
- en 1873 : 48, rue d’Assas, 6e arrondissement, avec ses parents,
- en 1893 : 13, rue Turbigo, 2e arrondissement, avec ses parents,
- en 1901 : 23 rue Jean-Jacques Rousseau ((Exposition au Grand Palais),
- en 1904 : 18bis, rue Tiquetonne, 2e arrondissement, avec ses parents,
- en 1906 : 2 rue du Renard, 4e arrondissement,
- en 1907 : 3 rue du Plâtre, 4e arrondissement,
- à partir de 1911 : 108, avenue Ledru-Rollin, 11e arrondissement de Paris, (sa femme et lui y sont décédés).

## Œuvres
Le recensement des œuvres de Pierre Desbois repose sur l’analyse des collections muséales, et celle d’un collectionneur. Le cabinet des estampes de la Bibliothèque Nationale (album AA3) cite environ 80 gravures (datées entre 1906 et 1939), et en possède 15. Le Musée Carnavalet à Paris en détient 105, uniquement en relation avec les livres Aspects du vieux Paris, en 2 tomes. Le Musée des Beaux-Arts de Limoges (Beaux-arts, collection des arts graphiques) en présente 43, numérisées et visibles sur internet. L’Inventaire CRDOA (Catalogue interministériel des Dépôts d’œuvres d’Art de l’état) recense 5 Desbois (un dessin et 4 estampes déposés à divers endroits.   

### Illustrations de livres
Pierre Desbois a illustré de nombreux livres. 
- 1911 : Le Vieux Bourges, suite de 12 eaux fortes, est préfacé par Daniel Mater
- 1914 : L’Âme des Choses. Bourges par le Dr Albert Leprince, impr. Veuve Trady-Pigelet et fils, Bourges
- 1914 : Le Château de Laval, note d'histoire et d'archéologie et guide du visiteur, par Guy Ramard. Syndicat d’Initiative de la Mayenne. R. Madiot, Laval, imprimeur. 5 dessins. 5 éditions entre 1918 et 1950 ; plus : Americans in Laval and Vicinity. A practical and illustred Guide-Book. Le texte est en anglais (incluant 13 dessins) et en français. Il a été édité à Laval par E. Delapierre en 1919 pour les soldats Américains et Britanniques qui étaient encore en France à cette époque.
- 1916 : Suite de 9 eaux fortes (dont une de sommaire)
  - Vues de Grenoble et de 9 autres (dont une de sommaire)
  - Environs de Grenoble. Vendues à l’époque dans un carton à dessin à coins marron, inscrit dans la toile : « Eaux-fortes originales, Grenoble, P Desbois » .
  - Aspects du Vieux Paris, textes de Robert Hénard, en deux volumes, l’un préfacé par Lucien Descaves (membre fondateur de l’Académie Goncourt) en 1923, l’autre par Frantz Funck-Brentano, en 1933. Ces ouvrages sont constitués chacun de 50 eaux fortes, dont certaines sont pleine page, isolées du texte.
- 1927 : Livre d’Or de la Gastronomie Française, éditeur Édouard Rouzier. Jacquet et L’Hôpital, imprimeurs, Paris. Deux éditions : Salon d’automne 1927 et Salon d’automne 1931.
- 1928 : Chouans et Contre-Chouans par Ernest Laurain, aux Éditions des Arts Réunis, Chez A. Goupil Editeur, Laval. 1 dessin de Pierre Desbois.
- 1930 : Notre Vieux Bourges, P. Gauchery et A. de Grossouvre. Éditeur E. Desquand, Bourges
- 1931 : Le Nouveau Bréviaire de l’Ameublement, éditeur C. Moreau, Imprimeur L. Bidon, Paris. Comporte une véritable eau-forte originale, sous serpente ne frontispice.
- 1935 : Le Bouquiniste de Notre-Dame, par M-Th. Magnan. 1 dessin de Pierre Desbois. Avec des Dessins à la plume d’Adelyne Neveux. Imprimerie du Courrier, Bayonne, 1935.
- 1935 : Bretagne : choix de textes précédés d’une étude, Anatole Le Braz, Librairie Renouard, H. Laurens éditeur, Paris. Imprimeur : Ch. Hérissey, Évreux.
- 1937 : L’École militaire et l’École Supérieure de Guerre, texte de Robert Laulan. Préface du Maréchal Pétain, certains exemplaires incluent les promotions de l’École de Guerre. 2 eaux fortes et 31 dessins.  L’École Supérieure de Guerre regroupe 12 dessins imprimés (ou autre technique), parfois reliés par leurs acquéreurs.
- 1939 :  Au pays de Fénelon, promenades littéraires en Périgord et en Quercy par Jean Secret, 3 éditions en 1939 et 1951. A noter que l’édition de 1939 comporte 12 dessins de Pierre Desbois, alors que celle de 1951 n’en comporte que 2.

### Aquarelles et dessins
Les aquarelles sont probablement nombreuses, mais difficiles à recenser.   
Un certain nombre de dessins est connu, ils correspondent à trois finalités : créés pour eux-mêmes, préparatoires d’une l’eau-forte complète sur papier standard ou sur papier calque et préparatoires (partie d’eau forte, par exemple), notamment pour ses 2 tomes Aspects du vieux Paris et pour L’école militaire et l’école supérieure de Guerre.

### Eaux-fortes
Presque toutes sont monochromes. Pour certaines gravures, l’eau forte est associée au burin, à la pointe sèche, au verni-mou. Pour citer les lieux connus :  
- Cher, Bourges. Les 12 eaux fortes insérées dans le livre préfacé par D. Mater, datant de 1911
- Corrèze. Argentat ; Aubazine (Jardin du Couvent, 1930) ; Beaulieu (Place de l’Eglise ; Dordogne et la Chapelle des Pénitents) ; Collonges-la-Rouge (Château Maussac, 1929 ; La Porte Plate ; La Chapelle des Pénitents ; l’Eglise) ; Egletons (Rue François Monéger, l’Eglise, 1926) ; Merles (Les Ruines) ; Meymac (Grand-Rue et la Tour de l’Horloge, 1926) ; Meyssac (Place de la Halle, 1925 ; L’Eglise, la Tour de Delve et la Halle ; Vieilles maisons, gravure en bichromie, 1924) ; Treignac (Ancienne Chapelle Notre-Dame de la Paix, 1932) ; Tulle (Cathédrale et maison renaissance, 1926 ; Rue d’Alverge) ; Turenne (Gentilhommière du Peuch, 1924 ; Tour de César, 1929 ; rue Droite, 1925) ; Uzerche.
- Creuse. 18 gravures, dont : Aubusson (9 gravures : Maison renaissance Vallenets, fontaine ; Place d’Espagne ; Rue du silence ; Rue Vieille et l’Horloge ; Rue Veille, maison Tour de Nesle ; Vieilles maisons sur la Creuse ; Le Pont de la Terrade ; Le Chapitre ; Rue Chateaufavier) ; Bourganeuf (La Tour Zizim) ; Boussac (Le Château, la Creuse, 1934) ; Chambon sur Voueize (L’Eglise) ; Crocq ; Felletin (le Château ; Le château de Villefort) ; Guéret (Hôtel de Monneyroux, 1932) ; La Souterraine (Porte Saint-Jean, 1935) ; Sainte Feyre (Château du Théret, 1931).
- Dordogne. Bourdeilles (Vieux Pont et Château) ; Brantôme ; Château de Losse ; Périgueux (Basilique Saint-Front ; Maison des Consuls ; Place de Clautre ; Porte Tenant) ; St Amand-de-Coly ; Beynac ; Domme (Hôtel du Gouverneur, 1932 ; La Porte des Tours, 1935) ; Jumilhac (Le Château) ; Montpazier (En fin septembre, 1934), Neuvic-sur-l’Isle (Château, 1935) ; Sarlat (Hôtel Malleville). Auxquelles s’ajoutent 7 des 12 illustrations du l:ivre « Au pays de Fénelon, promenade littéraire en Périgord et en Quercy » : Le château de Fénelon, vue du bac de Sainte-Mondane ; Le château de Fénelon, façade au couchant ; L’ancien Évêché de Sarlat ; Image du vieux Sarlat, la rue de la Liberté ; Le Château de Salignac ; L’Eglise et le bourg de Saint-Avit-Sénieur ; Le château épiscopal et l’église d’Issigeac.
- Eure et Loir. Chartres (Une rue à Chartres). Une série de 8 gravures sur Chartres, format carte postale : La Cathédrale ; La Cathédrale, Portail Sud ; La Cathédrale, intérieur ; Horloge renaissance ; Notre-Dame Sous-Terre ; Portail Sainte-Anne ; L’Ange du Méridien ; Jardin de l’Evêché ; Rue du Bourg ; Porte Guillaume.
- Haute-Vienne. Limoges (Le Pont Saint-Etienne, 1930).
- Isère. Ensemble daté de 1916. Grenoble : 9 gravures (dont une de sommaire) : Porte de France ; Montée de Chalmont ; Rue Saint-Laurent ; Porte Saint-Laurent ; Place Notre-Dame ; Tourelle du palais de Justice ; Place Saint-André ; Hôtel Lesdiguières.  Environs de Grenoble : 9 gravures (dont une de sommaire) : Vif ; Varce, montée de l’Eglise ; Alières ; Sassenades ; Le Pont de Claix ; Le Furon, la cascade ; Uriage, le château ; Vizilles, la porte Lesdiguières).
- Loire Atlantique. Nantes (La poissonnerie à la pointe de l’ile Feydeau, 1931 ; .Hôtel Villestreux et pont Maudit).
- Lot. Martel (Hôtel de la Raymondie), Rocamadour (La Porte Méridionale ; vue), Saint-Céré (Rue de Saint-Cyr et les Tours Saint-Laurent). Auxquelles s’ajoutent 5 des 12 illustrations du livre « Au pays de Fénelon, promenade littéraire en Périgord et en Quercy » : Carennac, vue de l’ile de Calypso ; Carennac, les murailles du château et la terrasse ; Carrenac, Porche de l’Eglise ; Carrenac, le Cloitre ; vue générale de Rocadour.
- Mayenne et Sarthe. Rue des chevaux à Laval (1920) ; Rue de l’Hôtel de Vaux, au Mans (1920).  Auxquelles s’ajoutent les 5 dessins insérés dans le guide de Laval « Le Château de Laval, Note d'histoire et d'archéologie et guide du visiteur ».
- Meuse. Mandres (burin et eau-forte, 1907) ; Saint-Julien (burin et eau-forte, 1907) ; Girauvoisin (burin et eau-forte, 1907) ; Un vieux cellier (Saint-Julien, Meuse,  burin 1908) ; La Maison du Haut Saint-Julien (burin et eau forte, 1909) ; Porte Chatel, pour l’illustration de Verdun en 1915 (1919) ; Moulin l’Evêque, pour l’illustration de Verdun en 1915 (1919) ; Porte Chaussée, pour l’illustration de Verdun en 1915 (1919).
- Puy-de-Dôme. Royat
- Somme. Amiens. La Cathédrale, de format carte postale.
- Yvelines. Mantes.
- Paris. Nombre d’eaux fortes insérées dans ses illustrations de livre sont aussi isolées. 100 gravures dans les deux tomes de Aspects du Vieux Paris.